# Шешонк II (жрець Птаха)
Шешонк II (*д/н — 851 до н. е.) — давньоєгипетський діяч, верховний жрець Птаха в Мемфісі. Можливо тотожній фараону Шешонку II.

## Життєпис
Походив з Двадцять другої династії єгипетських фараонів. Син Осоркона II та цариці Кароми II Мерітмут, доньки Осоркона I.
Після смерті близько 870 року до н. е. верховного жерця Птаха Осоркон I, який був представником могутньої династії Птахемхата батько призначив Шешонка новим верховним жерцем в обхід Такелота (можливого стриєчного брата Шешонка), чина верховного жерця Осоркона I, який мав більші права. Цим було зщавдано удару потузі мемфіського жрецтва та ще більше зміцнено позиції XXII династії в Нижньому Єгипті.
На своїй посаді сприяв зміцненню своєї династії серед давньоєгипетського жрецтва. Значні кошти подаровані фараонами перетворили Шешолнка II на впливого державного діяча зі своїм чиновницьким апаратом, скарбницею та загонами. Шешонк керував церемонією поховання бика Апіса, який помер у 23-й рік царювання Осоркона II.
Самого Шешонка батько призначив спадкоємцем трону та співволодарем, але той помер близько 851 року до н. е. ще за життя Осоркона II.

## Поховання
За наказом Осоркона II було зведено поховання Шешонка II в центрі Мемфісу. Розташовувалося на захід від великого храму Птах, в районі Анк-Тауї, знайдено у 1942 році єгипетським єгиптологом Ахмедом Бадаві. зведено в архітектурному стилі Нового царства. тут шешонка та його батька було зображено однакового зросту, що підтверджує відомості про статус верховного жерця як співволодаря держави. Також знайдено 2 його статуї, де Шешонка зображено навколішках, скарабей з його ім'ям та чашу.

## Родина
- Такелот, верховний жрець Птаха